# Flughafen Aspern

i7
i11
i13
Der Flughafen Aspern oder auch Flughafen Wien-Aspern (ICAO-Code: LOWA) war als einst größter österreichischer Flughafen der Vorgänger des heutigen Flughafens Wien-Schwechat. Er lag in Aspern, einem Teil des 22. Wiener Gemeindebezirkes Donaustadt, am östlichen Stadtrand von Wien. Seit 2009 entsteht hier die Seestadt Aspern.

## Geschichte

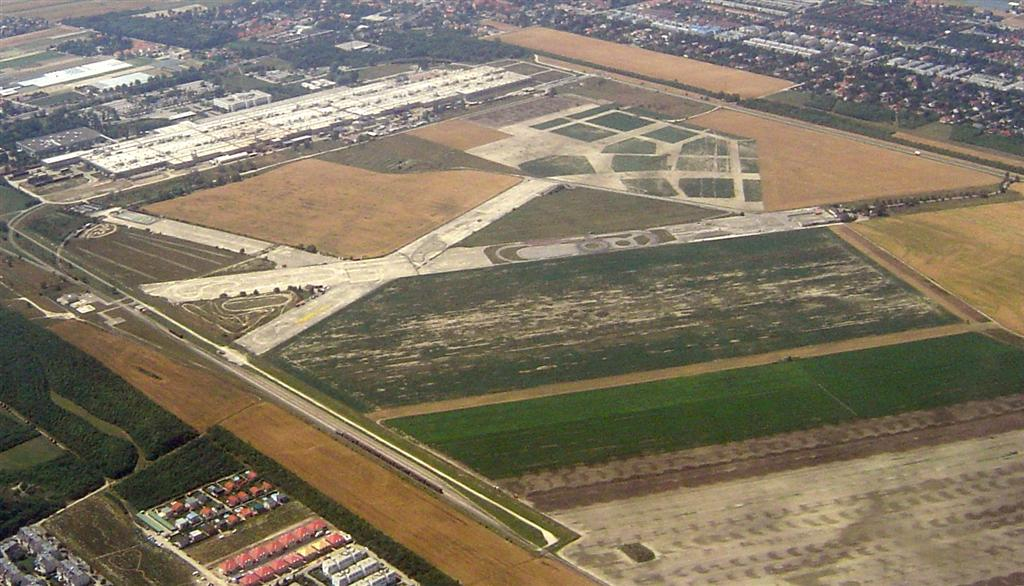
Flugfeld Aspern aus der Vogelperspektive im Juni 2007: in der Mitte der vorderen Rollbahn das Kfz-Trainingsgelände des ARBÖ; in der linken oberen Ecke der Gebäudekomplex von General Motors mit der langgestreckten Halle des Motoren- und Getriebewerks und dahinter – weniger gut ersichtlich – die beiden kleineren Gebäude

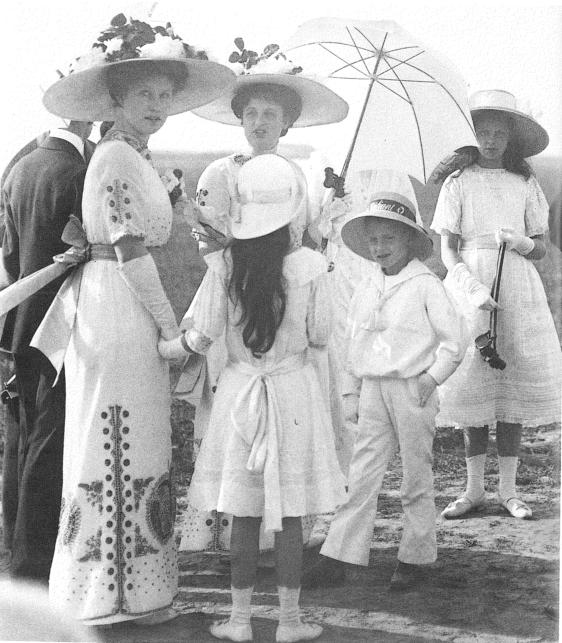
Der Flughafen war beliebter Ausflugsort in der Monarchie. (Foto der Familie des Erzherzogs Leopold Salvator bei einer Luftschau, der Erzherzog zeigte großes Interesse an der Luftfahrt und war Hobbyballonfahrer)

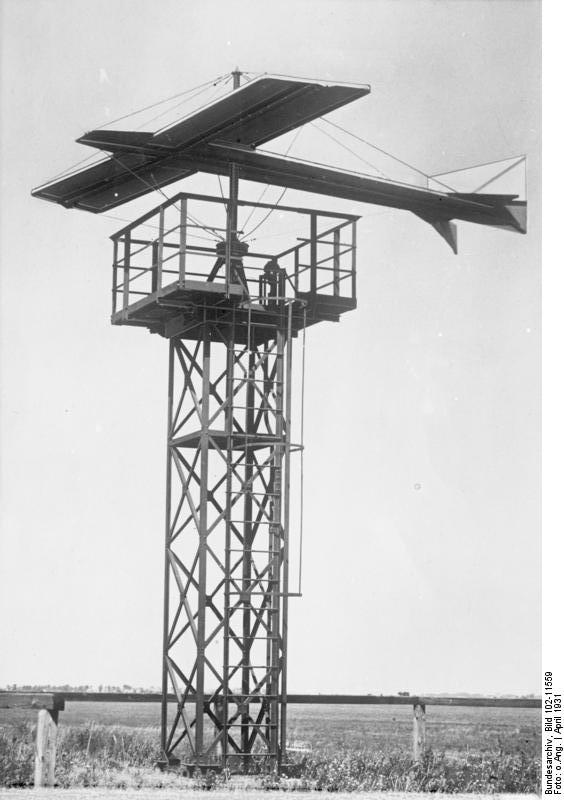
Windrichtungsanzeiger am Flughafen im Jahr 1931

### Entstehung
Zu Beginn des 20. Jahrhunderts untersuchten der Österreichische Aero-Club und der k.k. Flugtechnische Verein für einen Flugplatz in Frage kommende Gelände in Simmering, Inzersdorf, Schwechat, Leopoldau und Aspern, da die Aviatiker nicht mehr auf der zunehmend bebauten Simmeringer Haide starten wollten. Schließlich entschied man sich im Jänner 1912 für Aspern und gründete die Wiener Flugfeld-Gesellschaft m.b.H. Das „Flugfeld Aspern“ wurde am 23. Juni 1912 mit einem „Internationalen Flugmeeting“ eröffnet. Der Eröffnungstag leitete eine internationale Flugwoche ein, bei der es gleich am ersten Tag zu drei Unfällen kam. Dafür wurden während dieses Meetings insgesamt vier Weltrekorde aufgestellt.
Ein Jahr später, am 9. Juni 1913, landeten Graf Ferdinand Zeppelin und Hugo Eckener mit dem Luftschiff „Sachsen“ auf dem Asperner Flugplatz. Vom 15. bis zum 22. Juni 1913 fand das zweite Internationale Flugmeeting in Aspern statt, als allerhöchster Gast war Kaiser Franz Joseph I. am „Tag der Luftflotte“ anwesend. Auch die spätere Kaiserin Zita war während der Flugbewerbe anwesend.
Im Zuge des Flugmeetings im Jahr 1914 erzielte Oblt. i. R. und Generaldirektor Heinrich Bier mit einer Lloyd LS-1, einem Doppeldecker der Ungarischen Lloyd Flugzeug- und Motorenfabrik, vier Höhenweltrekorde mit Flügen bis auf 5440 m. Am 24. Juni 1914 entboten Teilnehmern der Körting-Katastrophe während der Beisetzung auf dem Wiener Zentralfriedhof einen letzten Gruß aus der Luft und warfen Blumenspenden ab.
Doch bereits 1914 wurde die Zivilluftfahrt nach der Ermordung des Thronfolgers Franz Ferdinand eingestellt und das Flugfeld diente rein militärischen Zwecken. Hier wurden die Flugzeuge, die in der Nähe beim Unternehmen Aviatik hergestellt wurden, eingeflogen, bevor sie in Einsatz gehen konnten. Am 31. März 1918 die erste regelmäßige Flugpostlinie der Welt zwischen Wien-Aspern, Krakau, Lemberg und Kiew eingerichtet, der vor der Einstellung im Oktober 1918 noch Erweiterungen nach Odessa und von Wien nach Budapest folgten.

### „Internationalster Flughafen der Welt“
Nach dem Ersten Weltkrieg wurde der Flughafen nach den durch den Vertrag von Saint-Germain diktierten Einschränkungen erst 1922 nach der Übernahme in die Verwaltung des Bundesministeriums für Handel und Verkehr wieder für den internationalen Flugverkehr geöffnet. Am 1. Mai 1922 nahm die Compagnie Franco Roumaine de Navigation Aérienne (CIDNA) den Linienbetrieb auf der Strecke Paris–Prag–Wien–Budapest auf und war damit die erste internationale Fluggesellschaft, die Aspern anflog. Die Flugplatzinspektion nahm am 11. November 1922 ihre Arbeit auf. Die Überlassung des Flughafens an den Bund war Teil eines größeren Kompensationsgeschäfts. So durfte die Gemeinde Wien beispielsweise im Gegenzug ab 1925 ihre Wiener Elektrische Stadtbahn auf der Infrastruktur der Commission für Verkehrsanlagen in Wien betreiben.
Mit 21. April 1924 nahm mit der Österreichischen Luftverkehrs AG (ÖLAG) die erste österreichische Fluggesellschaft den Flugbetrieb auf, ihr Heimatflughafen war Aspern. 1926 wurde der Flugplatz erweitert und erhielt u. a. eine Funkanlage sowie eine Beleuchtung des Flugfelds und der Gebäude. 1928 wurde der ganzjährige Flugbetrieb eingeführt. Im Zuge des weiteren Ausbaus des Flugplatzes wurden 1929 ein vergrößertes Abfertigungsgebäude mit Schaltersaal und Tower sowie ein von der Mitropa geführtes Restaurant errichtet. Zur Auftankung der Flugzeuge errichtete Mobiloil eine Zapfstelle für Flugbenzin. Im Jahr 1930 wurde der Flughafen Aspern von 10 Fluggesellschaften – darunter die Lufthansa sowie die Imperial Airways – angeflogen, was dem Flugplatz den Titel „internationalster Flughafen der Welt“ eintrug. In den Folgejahren kamen Fluggesellschaften wie die Air France, Swissair und die KLM dazu.
Am 12. Juli 1931 gegen 8:15 Uhr früh landete unter großer medialer Beachtung und mit bis zu 120.000 anwesenden Zuschauern das Luftschiff LZ 127 Graf Zeppelin unter dem Kommando von Hugo Eckener in Aspern und wurde von Bundespräsident Miklas und Bundeskanzler Buresch empfangen. 300 eigens geschulte Soldaten des Bundesheeres hielten den Zeppelin mit Seilen am Boden und das Flughafenrestaurant schenkte an diesem Tag allein 30.000 Liter Fassbier aus. LZ 127 unternahm von Aspern aus eine Österreich-Rundfahrt und landete gegen 18 Uhr nochmals am Flugfeld.
Während des Bürgerkriegs in Österreich im Februar 1934 startete Godwin Brumowski hier zum einzigen Luftangriff dieser Auseinandersetzung gegen den Gemeindebau Goethehof im 22. Wiener Gemeindebezirk. Im selben Jahr wurde eine UKW-Funkbake mit drei 70 Meter hohen Antennenmasten in Betrieb genommen. 1935 wurden die ersten Junkers Ju 52/3m der ÖLAG in Aspern stationiert, im selben Jahr etablierte sich die Österreichische Luftwaffe mit einem Geschwader am Flugplatz.

### NS-Zeit
Während des Anschluss Österreichs am 12. März 1938 landeten Verbände der Luftwaffe der Wehrmacht am Flugplatz und funktionierten ihn sofort wieder in einen Luftwaffenstützpunkt um. Am 29. Mai war Aspern der Endpunkt des Deutschlandfluges mit insgesamt 347 Maschinen landete die größte Anzahl von Flugzeugen auf einmal auf dem Flugplatz.
Der Flugplatz wurde während des Zweiten Weltkrieges als wichtiger Luftwaffenstützpunkt weiter ausgebaut, wobei auch Zwangsarbeiter zum Einsatz kamen. In dieser Zeit erhielt der Flughafen auch drei Betonpisten. Auf dem Gelände wurden mit zunehmenden Kriegsverlauf Flugabwehrkanonen positioniert. Der zivile Flugbetrieb wurde von der Lufthansa bis zum 5. April 1945 aufrechterhalten, danach verließen zivile und militärische die Mannschaften das Gelände.
Die folgende Tabelle zeigt eine Auflistung ausgesuchter fliegender aktiver Einheiten (ohne Schul- und Ergänzungsverbände) der Luftwaffe der Wehrmacht, die hier zwischen 1938 und 1945 stationiert waren.
| Von            | Bis            | Einheit                                       | Ausrüstung                                         |
| -------------- | -------------- | --------------------------------------------- | -------------------------------------------------- |
| April 1938     | Oktober 1938   | I./JG 138 (I. Gruppe des Jagdgeschwaders 138) | Fiat CR.32, Heinkel He 51, Messerschmitt Bf 109C/D |
| November 1938  | April 1939     | I./JG 134                                     | Arado Ar 65, Arado Ar 68E, Messerschmitt Bf 109B/D |
| Mai 1939       | August 1939    | I./JG 76                                      | Messerschmitt Bf 109E                              |
| April 1941     | April 1941     | II./KG 4 (II. Gruppe des Kampfgeschwaders 4)  | Heinkel He 111H                                    |
| August 1941    | September 1941 | III./KG 55                                    | Heinkel He 111H                                    |
| Oktober 1941   | November 1941  | I./KG 55                                      | Heinkel He 111H                                    |
| Januar 1943    | Februar 1943   | II./JG 27                                     | Messerschmitt Bf 109G                              |
| Mai 1943       | Oktober 1943   | II./KG 54                                     | Junkers Ju 88A-4                                   |
| September 1944 | September 1944 | Stab/JG 77                                    | Messerschmitt Bf 109G-6                            |

### Nachkriegszeit
Bei Kriegsende war der Flughafen so gut wie zerstört, der verbliebene Rest wurde aber von der Roten Armee beschlagnahmt und Aspern zum Stützpunkt einer Bomber-Division. Nach Ende der Besatzungszeit wurde der Flugplatz vom Österreichischen Aero-Club als Privatflugplatz übernommen und fortan für Sportflugzeuge genutzt, die Kommissionierung erfolgte am 26. Jänner 1956. Der Flughafen Schwechat, schon 1938 als Militärflugplatz gegründet, übernahm mit seiner Eröffnung im Jahr 1954 als Zivilflugplatz die Rolle des Wiener Flughafens von Aspern.
Von Juni 1956 an wurden auf dem Flugplatzkurs Autorennen veranstaltet. Das letzte fand am 27. März 1977 statt.
Die Errichtung der zweiten Piste 16/34 am Flughafen Schwechat, welche am 6. Oktober 1977 eröffnet wurde, bedeutete am 31. März 1977 das Ende des Asperner Flugplatzes, da dessen Flugverkehr zu nahe an der Anflugschneise der neuen Schwechater Piste gelegen hätte. Das letzte Flugzeug startete in Aspern am 30. April 1977.  Die ansässigen Fliegerclubs übersiedelten großteils nach Wiener Neustadt.

### Nach dem Ende des Flugbetriebes
Zurückgehend auf das Bestreben des damaligen Bundeskanzlers Bruno Kreisky, dessen Wunsch ein Austrodaimler gewesen ist, wurde zur automotiven Betriebsansiedlung mit geplanten rund 3.000 Arbeitsplätzen ein an die Großenzersdorfer Straße angrenzender Teil des aufgelassenen Flughafengeländes abgetrennt. Dieser wurde an General Motors mit den beiden 100-%-Tochtergesellschaften General Motors Austria Ges.m.b.H. und General Motors Austria Werke Ges.m.b.H. langfristig zum Symbolwert verpachtet. Die an General Motors gewährten staatlichen und städtischen Förderungen zur Errichtung eines Motoren- und Getriebewerkes erregten in Österreich gesellschaftlich wie politisch Aufregung und sorgten für parlamentarische Anfragen und hitzige Diskussionen im Hohen Haus.
Erbaut wurde der Gebäudekomplex in den Jahren 1980/81. Ab Ende 1981 begann die Probeproduktion, 1982 wurde das Werk unter Teilnahme von hoher Politik und Prominenz offiziell eröffnet und der Regelbetrieb aufgenommen. Der großen, langgestreckten Werkshalle (zwischenzeitlich nach den Seiten hin vergrößert) angrenzend ist der ebenfalls einstöckige, wesentlich kürzere Bau mit den Sozialräumen (Umkleiden, Sanitärbereiche etc.) für die Belegschaft, Büros, Speisesaal und Ordinationsräume für den Werksarzt sowie Kfz-Teststände für die Qualitätskontrolle/-sicherung. Zur Straße hin vorgelagert ist das markante aus drei Etagen bestehende Verwaltungsgebäude mit der zentralen Aula im Erdgeschoß, dem darin seitlich nach hinten versetzten Speisesaal und den je vier kreisrunden Stiegenhäusern an jeder Längsaußenseite (deshalb umgangssprachlich scherzhaft auch als „der Achtzylinder“ bezeichnet). Um auch die in den Innenbereichen gelegenen Büros mit ausreichend Licht zu versorgen, hat das Gebäude zwei kleine begrünte Innenhöfe.
1987 landete nebst Sportflugzeugen eine Junkers Ju 52 im Rahmen eines Flugtages ein letztes Mal in Aspern. Das auf viele Jahre unverbaute Areal diente ab dem Jahr 1988 dem Autofahrerklub ARBÖ als Verkehrsübungsplatz. 1997 wurde ein letzter Flugtag abgehalten.

Am östlichen Ende befand sich seit 1. April 2001 der Stützpunkt des ÖAMTC-Rettungshubschraubers „Christophorus 9“. Ab 2004 musste dieser auf ein Ausweichgrundstück übersiedeln, das in der Nähe von General Motors (Opel Wien) zur Verfügung gestellt wurde.

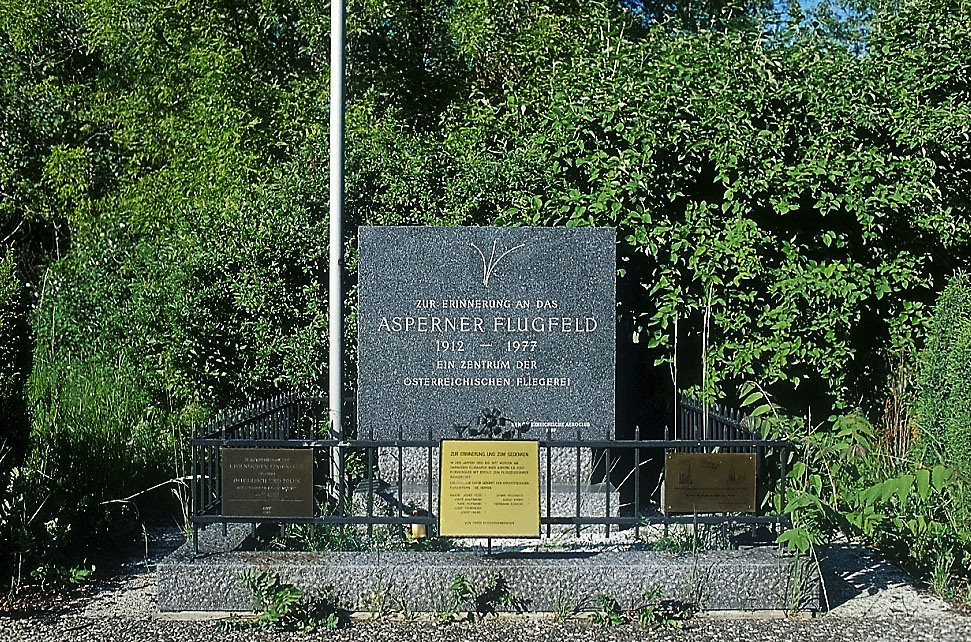
Gedenktafel zum Asperner Flugfeld 1912–1977

Die Stadt Wien bot 2006 die Asperngründe als Bauplatz für eine Spitzenuniversität an, setzte sich allerdings gegen das niederösterreichische Maria Gugging nicht durch. Im Juli 2009 kam das endgültige Aus für das Flugfeld Aspern. Am Freitag, dem 3. Juli 2009 wurde der Abbruch der noch bestehenden Rollbahn begonnen.

### Stadtentwicklung
Es existieren im Zielgebiet Flugfeld Aspern einige alte Betriebe, aber auch seit 1982 ein großes Werk von Opel Wien (bis 2011 General Motors). Seit 2009 entsteht auf dem ehemaligen Flugfeld die Seestadt Aspern, eines der größten Stadtentwicklungsprojekte Europas der 2010er Jahre. Bis 2028 sollen in diesem neuen Stadtteil über 20.000 Menschen wohnen und arbeiten.

## Zwischenfälle
- Am 18. Dezember 1942 verunglückte eine von Kopenhagen kommende Junkers Ju 52/3m der Det Danske Luftfartselskab (DDL) (Luftfahrzeugkennzeichen OY-DAL) im Anflug auf Wien-Aspern wenige Kilometer vor dem Zielflugplatz. Zwei der sechzehn Passagiere wurden getötet; die anderen sowie die drei Besatzungsmitglieder überlebten.[14]